# Kéraban, a vasfejű
Jules Verne vaskosabb regénye a gazdag török kereskedő, Kéraban utazását meséli el a Fekete-tenger körül. Az utazást lányrablás, váratlan házasság, ármány és rengeteg vita bonyolítja. A végkifejlethez néhol meseszerű fordulat segít, a könyv végén Verne több csavaros fordulattal egyengeti a pozitív szereplők útját a boldogsághoz.
A történet 1882. augusztus 16. és szeptember 30. közt játszódik, először folytatásban a Magasin d'éducation et de récréation-ben jelent meg 1883. január elseje és október 15-e között. Majd a könyv 1883. november 15-én jelent meg Pierre-Jules Hetzel kiadásában.
Az első magyar fordítás Keraban, a keményfejű címet kapta. A további kiadások Kéraban, a vasfejű címmel jelentek meg, egyedül csak az 1961-es Móra-kiadás kapta A makacs Keraban címet.
A regény írásának idején Oszmán Birodalom kezdett szétesni. Görögország 1821–1827 között nyerte el függetlenségét. Az 1877–1878-as orosz–török háború során az orosz haderő balkáni szövetségeseivel egészen Konstantinápolyig tört előre. Ennek a háborúnak köszönhetően jutott Bulgária 1878-ban saját önkormányzathoz, akkor lett független Szerbia, Montenegró és Románia, és az örményországi területek fölött is meglazult a Birodalom ellenőrzése.

## Tartalom
|  | Alább a cselekmény részletei következnek! |

A holland Van Mitten inasával, Brunóval Konstantinápolyba érkezik. Van Mitten felesége elől menekül, miután egymás fejéhez vágtak pár vagyonnyi tulipánt. A városban régi üzlettársával, Kérabannal találkozik, akit szolgája, Nizib kísér. A találkozás Konstantinápoly európai részén történt, ám mielőtt a társaság átkelne a Boszporuszon Skutariba, Kéraban lakhelyébe, az uralkodó tíz para (fél kávé ára) adót vet ki minden átkelőre. Kéraban nem hajlandó fizetni. Olyannyira megmakacsolja magát, hogy eltökéli, inkább megkerüli a Fekete-tengert, mintsem fizessen.
Így is lesz, az útra magával viszi inasát és Van Mittent is, mert vendégét ő nem hagyja magára. Ám Kéraban nem hajlandó semmilyen modern eszközt használni, így vasutat sem, ezért egy kényelmes hintón indulnak útnak, pénz nem számít, Kéraban nem csak makacs, de nagyon gazdag is. Természetesen az út tele van ezer veszéllyel és kihívással.
Útjuk során érintik Odesszát is. Itt él Kéraban barátja és bankára, az özvegy Szelim lányával, Amasiával. Amasia Kéraban unokaöccsének, Ahmednek a jegyese. A fiataloknak alig hat hetük van összeházasodni, hogy Amasia megkapja nagynénje ráhagyott örökségét, egy kisebb vagyont. Az utazók Ahmedet is Szelim házában találják. Kéraban meg sem áll Szelim házában, hanem azonnal továbbutazik. Ahmed nagybátyja határozott utasítására kénytelen csatlakozni a csapathoz.
A házban tartózkodott épp Yahud kapitány, aki Saffar kereskedő jobb keze, Szkarpante bérelt föl, hogy rabolja el Amasiát és vigye Trapezuntba. Yahud megpróbálta a Amasiát és kísérőit a közelben kikötött hajójára csalni, de Kéraban felbukkanása meghiúsítja tervét. Ám Kéraban távoztával embereivel erőszakkal elrabolja Amasiát és szolgáját, Nedzsebet, Szelimet lövés éri és összerogy.
Az Ahmeddel bővült társaság tovább utazik, az úton számos kalandot élnek át, Verne tobzódik a táj és népcsoportok bemutatásában. Elérik a Poti-Tiflis közti vasútvonalat, ám pont a sínek felett összeakadnak egy szemből érkező lovascsapattal. Egyik fél sem akar hátrálni, hogy a másikat elengedje, a vonat azonban erősebb és porrá zúzza Kéraban kényelmes utazó-kocsiját. A rossz helyzet rosszabbra fordul, mert az út-vigyázó kozákok letartóztatják Kérabant és magukkal viszik. Vonaton Potiba. Társai utána erednek, Kéraban nagyobb pénzbüntetés fejében szabadul.
Kevésbé kényelmes kocsit sikerül csak szerezniük, így utaznak tovább, változatlanul apróbb kalandok és összezördülések közt. Van Mitten legszívesebben hajóra szállna, de minden pénze Konstantinápolyban maradt, Kéraban vérig sértődik, amikor Van Mitten hajóról beszél és nem ad kölcsön. Bruno minden gondolata testsúlya körül forog, a megpróbáltatások miatt fogyásnak indult az általa ideálisnak tartott kövérkés alkata. Emellett nem díjazza a rossz ágyakat, a kevés alvást és a különböző eszközökön való zötykölődést. Ahmed mindent megtesz, hogy mihamarabb Skutariba érjenek, hogy időben elvehesse Amasiát, aki így megkapná rajta kívül örökségét is.
Hatalmas vihart vészelnek át egy világítótorony tövében álló apró roskatag házban, amelyet az összedőlő torony félig megsemmisít. Ahmed egy vitorlás hajót vesz észre, amely az elemekkel küzd. Nevét véli hallani egy pillanatnyi csendben, a következő minutumban egy villám a hajót darabokra zúzza. Ahmed vízbe veti magát és kimenti – Amasiát és Nedzsbet, a szolgát. Yahud hajója veszett oda, amin a két elrabolt nőt szállította Trapezuntba, de a vihar épp ide kergette. Yahud a harmadik túlélő, de őt Ahmedék nem veszik észre.
A két nővel bővült csapat tovább utazik, ismét számos kaland vár rájuk, de végül elérik a Rissar karavánszerájt, amely Trapezunt előtt van egy kicsivel. Ebbe a szerájban találkozik Saffar, Szkarpante és Yahud, új tervet eszelnek ki a Amasia elrablására. Szintén a szeráj lakója egy kurd testvérpár, Yanar és húga, az özvegy Zarabul. Amikor Kéraban csapata megérkezik, Szkarpante csalárdul Zarabul szobájába irányítja a megpihenni vágyó Kérabant, Van Mittelt és Ahmedet. Hatalmas botrányt kerekedik. Kidros, a szeráj vezetője bírát hív Trapezuntból.
Kéraban túl akar járni a bíró eszén, ám az roppant szellemes eljárással bizonyítja be, hogy valóban a három utazó akart bejutni a kurd nő szobájába. Hogy megmeneküljenek a börtöntől, Kéraban ráveszi Van Mittelt, hogy vegye el a kurd nőt feleségül, így mentesülnének a fogságtól. Van Mittel vonakodva belemegy, abban bízva, hogy Konstantinápolyban majd semmissé teszik az itt megköttetett jegyességet. Ám a kiderül, a kurdoknál a jegyesség az megfelel a házasságnak. Az út hátralévő részén Kéraban gonoszul froclizza Van Mittelt, akit az életkedve e pillanattól igen csak elhagy. Ehhez hozzájárul, hogy Zarabul kemény, követelődző, fivére, Yanar pedig mindenre kész, hogy Van Mittelt húga kurd férjévé faragja. Yanar és Zarabul is csatlakozik a csapathoz.
Sietve haladnak, mert egyre kevesebb idő van hátra az esküvőig, ha azt időben szeretnék megtartani. Találnak egy vezetőt a hátralevő útra, ám Ahmednek gyanús az önként jelentkező. És igaza is lesz, alig pár kilométerre Skutaritól egy éjszaka ellopják a lovaikat, egy barlangba szorulva védekeznek a jelentős túlerővel támadókkal szemben, akiket természetesen Yahud kapitány és Szkarpante irányít. Már már veszni látszik helyzetük, de váratlanul megjelenik a lőtt sebéből felgyógyult, Odesszából Konstantinápolyba utazott Szelim és emberei, akik megfordítják a küzdelmet. Semmi sem állhatja útját a boldogságnak.
Azt leszámítva, hogy a hivatalos házassági papírokat Konstantinápolyban kell aláírni, a Boszporusz túloldalán. Kéraban természetesen nem hajlandó az átkelés után adót fizetni, pedig az esküvő napja van. Ahmed és Amasia tanácstalan. Van Mitten megpróbálja elmagyarázni Zarabulnak, hogy ő már házas, ám épp a magyarázat közben kap kézhez Hollandiából egy táviratot, amibe beleolvasva megtudja, hogy felesége öt hete meghalt. Tehát az ő eljegyzése, kurdok szerint házassága érvényes. A teljesen összeomlott Van Mittent Kéraban menti meg, aki elvéve barátjától a táviratot ráébred, hogy az félre olvasta, a feleség nem meghalt, hanem Konstantinápolyba készült utazni öt héttel ezelőtt. A kurdok belátják, hogy ez nem az ő napjuk, elutaznak. Kéraban kitalálja, hogy juthat át úgy Konstantinápolyba, hogy nem szeg törvényt és nem is szál hajóba. És az esküvő után egy nagyobb összeggel megváltja az adót a díványnál, így senkinek sem kell fizetni azért, ha átkel a Boszporuszon.
|  | Itt a vége a cselekmény részletezésének! |

## Fejezetről fejezetre
Verne a fejezeteknek alcímeket adott, amelyek azonban meglehetősen talányosak.

### Első rész
1. fejezet, melyben Van Mitten és Inasa, Bruno sétálgat, szemlélődik, beszélget – és semmit sem ért mindabból, ami körülöttük történik
2. fejezet, melyben Szkarpante, az intéző és Yarhud kapitány terveikről beszélgetnek. Hasznos lesz megismerkednünk e tervekkel
3. fejezet, melyben Keraban, nagy meglepetésére, barátjával, Van Mittennel találkozik
4. fejezet, melyben Keraban, makacsabbul, mint bármikor eddig, ellenszegül az ottomán hatóságoknak
5. fejezet, melyben Keraban a maga módján kifejti, hogyan szeret utazni, s elhagyja Konstantinápolyt
6. fejezet, melyben az utazókat – kiváltképp a Duna torkolatánál – bizonyos kellemetlenségek érik
7. fejezet, melyben a lovak félelmükben megteszik azt, amire képtelenek voltak a postakocsis ostorcsapásai alatt
8. fejezet, melyben az olvasó bizonyára örömmel ismerkedik meg Amáziával és jegyesével, Ahmeddel
9. fejezet, melyben kevésen múlik, hogy Yarhud kapitány terve nem sikerül
10. fejezet, melyben a körülmények komoly elhatározásra kényszerítik Ahmedet
11. fejezet, melyben egy kis dráma vegyül ebbe a különös utazási történetbe
12. fejezet, melyben Van Mitten egy tulipánhistóriát mond el, amely talán érdekelni fogja az olvasót
13. fejezet, melyben Keraban és útitársai átvágnak a régi Tauriszon, s aztán furcsa fogattal utaznak tovább
14. fejezet, melyben Keraban Jártasabbnak bizonyula földrajzban, mintsem unokaöccse, Ahmed gondolta volna
15. fejezet, melyben Keraban, Ahmed, Van Mitten és a két inas a szalamandra szerepére vállalkozik
16. fejezet, melyben arról folyik a vita, hogy a perzsa vagy a kis-ázsiai dohány-e a finomabb
17. fejezet, melyben igen veszedelmes kaland történik, s ezzel elbeszélésünk első fele véget is ér

### Második rész
1. fejezet, melyben ismét találkoztunk Kerabannal, aki roppant dühös, mert arra kényszerítették, hogy vonatra üljön
2. fejezet, melyben Van Mitten végül is elhatározza, hogy enged Bruno makacs zaklatásának, s ami ezután következik
3. fejezet, melyben Brunó tréfát űz pajtásával, Nizibbel. Reméljük, az olvasó megbocsátja ezt a csínyt
4. fejezet, melynek cselekménye villámcsapások fényénél történik
5. fejezet, melyben megtudjuk, hogy miről beszélgettek s mit láttak az utasok Atinától Trapezuntig
6. fejezet, melyben Keraban újabb szereplőkkel ismerkedik meg a risszári karavánszerájban
7. fejezet, melyben a leleményes trapezunti vizsgálóbíró kinyomozza, hogy ki a bűnös
8. fejezet, mely egész váratlan módon végződik, főként Van Mitten barátunkra nézve
9. fejezet, melyben Van Mitten eljegyzi a nemes Zarabult, s így abban a megtiszteltetésben részesül, hogy Yanar sógora lesz
10. fejezet, melyben történetünk hősei egyetlen napot, egyetlen órát sem vesztegetnek hiába
11. fejezet, melyben Keraban csatlakozik a vezető javaslatához, némiképp Ahmed véleménye ellenére
12. fejezet, melyben megtudjuk, miről beszélgetett a nemes Zarabul és újdonsült jegyese
13. fejezet, melyben Keraban előbb szamarával, majd pedig halálos ellenségével ütközik meg
14. fejezet, melyben Van Mitten meg akarja értetni a helyzetet a nemes Zarabullal
15. fejezet, melyben Keraban makacsabb, mint valaha
16. fejezet, melyben újból bebizonyosodik, hogy a véletlen rendezi a legjobban a dolgokat

## Szereplők
- Kéraban, konstantinápolyi kereskedő, aki elkerül minden technikai újítást, legyen az vasút, távíró, retteg a hajózástól, imád vitatkozni, bár a másik fél érvelését sértésnek tekinti,
- Nizib, Kéraban nem túl okos szolgája,
- Ahmed (22), Kéraban unokaöccse, akinek minden vágya, hogy elvegye Szelim lányát, Amasiát, két lábbal a Földön járó ember
- Szelim, odesszai bankár, aki Kéraban ügyeit is viszi, Amasia apja.
- Amasia, (épp nem 17) Szelim lánya, Ahmed jegyese, jelentős örökség várományosa
- Nedzseb, Amasia szolgálónője, cigány
- Van Mitten, holland kereskedő, Kéraban üzlettársa, a regény alatt hol nős, hol nem, néha bigámistának is tűnik,
- Bruno, Van MItten szolgája, akinek minden gondolata az evésről szól, retteg a fogyástól, a kényelmetlenségtől (nevét a magyar kiadásban néha Bruno-nak, máskor Brunóként írják)
- Kidros, a rissari karavánszeráj tulajdonosa, vezetője
- bíró Trapezuntból, aki roppant szellemes módon keresi a tettest,
- Saffar, kereskedő, a főgonosz,
- Szkarpante, Saffar jobbkeze, tanácsadója (nevét a magyar kiadásban néha Szkarpante-nek, máskor Scarpante-nek írják)
- Yarhud kapitány, a rossz oldalon vitorláz
- Zarabul (kb. 31), kurd nemes nő, özvegy, Yanar húga, aki bátyja támogatásával férj szerzésre tör
- Yanar (45) , kurd nemes, Zarabul bátyja, aki özvegy húgát erővel is házasítaná,
- Storchi, kötéltáncos

## Érdekességek
- Verne életében ez az 1882-1887-ig terjedő időszak különösen boldog volt, ez látszik a regényen is, semmi jele nincs még a későbbi pesszimista hangulatú műveknek.[1]
- A történet a Fekete-tengeren és környékén játszódik, az író soha nem jutott el ide, csak a Földközi-tengeren járt, információit különböző beszámolókból és útleírásokból szerezte.[1]
- Magyar vonatkozása is van a műnek, Karinthy Frigyes Verne karikatúrája a Csömöri úttól egészen a Filatori gátig[2] (megjelent az Így írtok ti című kötetben), ennek a regénynek az ötletét (is) paródizálja.[1]
- Sok kritikus ezt a történetet a Nyolcvan nap alatt a Föld körül (1873) párjának tartja. Nyolcvan nap helyett negyven, a Föld helyett a Fekete-tenger körül.
- Kéraban lakhelye Skutari. Ez a mai Isztambul ázsiai belvárosa, Üsküdar.

## Feldolgozásai
- 1973-ban Robert Dornhelm rendező és Claus Gatterer forgatókönyvíró készítette a Keraban der Starrkopf dokumentumfilmet az ORF számára. A film a regény megjelenése után 90 évvel követte Keraban útját a Fekete-tenger körül.[3]
- Kerabans phantastische Reise címmel Manfred Durniok és Zu Hao Hong rendezett bábjátékot a regényből.[4]

## Magyar kiadások
- Keraban, a keményfejű, Magyar Kereskedelmi Közlöny, fordította: Miskolczi Henrik, illusztrálta: Geiger Richard[5]
- Kéraban, a vasfejű,Franklin-Társulat Magyar Irodalmi Intézet és Könyvnyomda, 1909, fordító: György Aladár és Illésy Piroska[6]
- Kéraban, a vasfejű, 1927, fordító: György Aladár és Illésy Piroska. 1927[7]
- A makacs Kereban, Móra, 1961, fordította: Réz Pál, illusztrálta: Bokros Ferenc[8]
- Keraban a vasfejű, Unikornis, 1998, fordította: Réz Pál[6]